# Glochidion christophersenii
Glochidion christophersenii är en emblikaväxtart som beskrevs av Léon Camille Marius Croizat. Glochidion christophersenii ingår i släktet Glochidion och familjen emblikaväxter.
Artens utbredningsområde är Samoa. Inga underarter finns listade i Catalogue of Life.